# Mogwai Fear Satan
A Mogwai Fear Satan a Mogwai egy, a Mogwai Young Team albumon szereplő dala.
1998 márciusában megjelent a dal négy feldolgozását tartalmazó Mogwai Fear Satan Remixes című középlemez, amely a Mogwai, μ-Ziq, a Surgeon és a My Bloody Valentine munkáit tartalmazza. A Kicking a Dead Pig: Mogwai Songs Remixed lemezen szerepel a Mogwai-féle feldolgozás hanglemez változata, amely Stuart Braithwaite és John Cummings („pLasmatroN” és „Cpt. Meat” álnéven) alkotása.

## Leírás
A dal teljesen instrumentális; címe Dominic Aitchisontól, a zenekar egyetlen vallásos tagjától ered.
A szám három gitárakkorddal kezdődik, amelyekhez rövid idő múlva a basszusgitár, és egy fokozatosan belépő dob is csatlakozik. A gitárszóló torzítva többször is megismétlődik. Később a törzsi zenéket utánzó dob mellett furulya szól; a dal végén ezek fokozatosan halkulnak el.

### Szereplések
- Egy rövid részlet szerepel a RE:Brand dokumentumsorozatban.
- A dal feltűnik a WRC4 című videójátékban.
- A Manic Street Preachers 2005-ös turnéjához használta a számot.
- A Pandaemonium című könyvben a diákok egy saját, 28 perces feldolgozást készítenek, amelyhez koreográfiát is tanulnak.
- A dal egyes részei feltűnnek Az utolsó óra című alkotásban.
- Egy feldolgozás szerepelt a 2003-as Az "Igazi" című filmben.

## Közreműködők

### Mogwai
- Stuart Braithwaite, John Cummings – gitár
- Dominic Aitchison – basszusgitár
- Martin Bulloch – dob

### Más zenészek
- Shona Brown – fuvola

### Gyártás
- Paul Savage – producer, keverés

## Fordítás
Ez a szócikk részben vagy egészben  a   Mogwai Fear Satan című angol Wikipédia-szócikk ezen változatának fordításán alapul.  Az eredeti cikk szerkesztőit annak laptörténete sorolja fel. Ez a jelzés csupán a megfogalmazás eredetét és a szerzői jogokat jelzi, nem szolgál a cikkben szereplő információk forrásmegjelöléseként.